# Cave (компания)
CAVE CO., LTD. — японская компания, разработчик компьютерных игр. Специализируется на «маниакальных» скролл-шутерах для аркадных игровых автоматов, оставаясь одним из самых активных разработчиков игр этого жанра на японском рынке. Компания была создана бывшими сотрудниками Toaplan, и многие из её ранних игр являются «духовными наследниками» некоторых игр Toaplan — в частности, Truxton и Batsugun. В настоящее время компания занимается разработкой игр для игровых автоматов, мобильных телефонов, Xbox 360, PC а также онлайновыми компьютерными играми.
Компания не является издателем, её игры распространялись рядом различных компаний. У CAVE есть 3 дочерние компании. MINI4WD Networks Co, Declease ltd., Beads Mania Ltd. основана совместно с Tamiya в феврале 2006 года.
TABOT, Inc. занимается играми, музыкой и разработкой контента для онлайна. Beads Mania занимается выпуском аксессуаров.

## Аппаратура
Для своих аркадных игр компания в разные годы использовала разные аркадные платформы. Ранние игры, выпущенные в 1994—1999 годах, использовали собственную платформу компании на основе микропроцессора Motorola 68000. В начале 2000-х годов игры компании выходили на более совершенной универсальной платформе Poly Game Master (PGM). В середине 2000-х использовалась новая собственная платформа на основе процессора Hitachi SH-3 (Известна как CaveSH-3, официально называется CV-1000). В настоящее время компания планирует переход на новую систему, характеристики которой пока неизвестны.

## Список игр

### ИзданныеAtlus
- DonPachi (1995) — игровой автомат, портирована на Sega Saturn и PlayStation
- DoDonPachi (1997) — игровой автомат, портирована на Sega Saturn и PlayStation
- ESP Ra.De. (1998) — игровой автомат
- Guwange (1999) — игровой автомат, портирована на Xbox Live Arcade
- Shin Megami Tensei: Imagine (2007) — PC

### ИзданныеCapcom
- Steep Slope Sliders (1997) — игровой автомат, портирована на Sega Saturn
- Progear (2001) — игровой автомат

### Изданные Jaleco
- Puzzle Uo Poko (1998) — игровой автомат

### Изданные Nihon System
- Dangun Feveron / Fever SOS — (1998) — игровой автомат

### Изданные AMI (Amusement Marketing International)
- DoDonPachi DaiOuJou (2002) — игровой автомат, портирована PlayStation 2 и iOS
- DoDonPachi DaiOuJou Black Label (2002) — игровой автомат, портирована на Xbox 360
- Ketsui — Kizuna Jigoku Tachi (2003) — игровой автомат, портирована на PlayStation 3
- Espgaluda (2003) — игровой автомат, портирована на PlayStation 2
- Mushihime-sama (2004) — игровой автомат, портирована на PlayStation 2, Xbox 360, iOS и PC.[1]
- Ibara (2005) — игровой автомат, портирована на PlayStation 2
- Puzzle! Mushihime-Tama (2005) — игровой автомат
- Espgaluda II (2005) — игровой автомат, портирована на Xbox 360
- Ibara Black Label (2006) — игровой автомат
- Pink Sweets — Ibara Sorekara (2006) — игровой автомат, портирована на Xbox 360
- Mushihime-sama Futari (2006) — игровой автомат, портирована на Xbox 360 и iOS
- Muchi-Muchi Pork! (2007) — игровой автомат
- DeathSmiles (2007) — игровой автомат, портирована на Xbox 360, iOS, Android и PC.[1]
- Mushihime-sama Futari Black Label (2007) — игровой автомат, портирована на Xbox 360 и iOS
- DoDonPachi Dai-Fukkatsu (2008) — игровой автомат, портирована на Xbox 360, iOS и PC[1] (Dodonpachi Ressurection)
- DeathSmiles Mega Black Label (2008) — игровой автомат, портирована на Xbox 360
- DeathSmiles II (2009) — игровой автомат, портирована на Xbox 360